# Edward L. Cahn
Edward L. Cahn (12 de febrero de 1899 - 25 de agosto de 1963) fue un director de cine estadounidense. Es conocido por haber dirigido algunos cortometrajes de la serie La Pandilla entre 1939 y 1943. También trabajó en numerosas películas de serie B.
Cahn nació en Brooklyn (Nueva York). Inició su carrera dentro de la industria cinematográfica como asistente de dirección y editor. Entre sus trabajos como editor destacan las películas Surrender (1927) y The Man Who Laughs (1928), de Edward Sloman y Paul Leni, respectivamente. A partir de los años 1930 comenzó a dirigir películas, especialmente cortometrajes y cintas de serie B. Murió el 25 de agosto de 1963 en Hollywood (California) a los 63 años de edad.

## Filmografía
- The Homicide Squad (1931)
- Radio Patrol (1932)
- Law and Order (1932)
- Afraid to Talk (1932)
- Laughter in Hell (1933)
- Emergency Call (1933)
- Confidential (1935)
- Death Drives Through (1935)
- Hit and Run Driver (1935)
- A Thrill for Thelma (1935)
- Foolproof (1936)
- The Perfect Set-up (1936)
- Behind the Headlines (1936)
- Servant of the People: The Story of the Constitution of the United States (1937)
- Bad Guy (1937)
- Grid Rules (1938)
- Dad for a Day (1939)
- The Giant of Norway (1939)
- Angel of Mercy (1939)
- Alfalfa's Double (1939)
- Time Out for Lessons (1939)
- Redhead (1941)
- Main Street After Dark (1945)
- Dangerous Partners (1945)
- Gas House Kids in Hollywood (1947)
- Goodbye, Miss Turlock (1948) -- Oscar-winner for Best Short Subject (One-Reel)
- Experiment Alcatraz (1950) (and producer)
- Destination Murder (1950)
- Creature with the Atom Brain (1955)
- Girls in Prison (1956)
- The She-Creature (1956)
- Voodoo Woman (1957)
- Zombies of Mora Tau (1957)
- Invasion of the Saucer Men (1957)
- Curse of the Faceless Man (1958)
- It! The Terror from Beyond Space (1958)
- Pier 5, Havana (1958)
- The Four Skulls of Jonathan Drake (1959)
- Inside the Mafia (1959)
- Invisible Invaders (1959)
- A Dog's Best Friend (1959)
- Guns, Girls and Gangsters (1959)
- Vice Raid (1959)
- Operation Bottleneck (1961)
- Beauty and the Beast (1962)